# Michael Perham

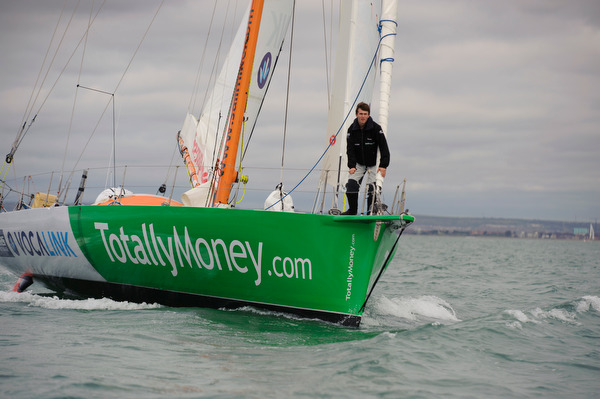
Michael Perham auf seiner Yacht TotallyMoney.com, drei Tage vor dem Start zur Weltumseglung.

Michael Perham (* 16. März 1992) ist ein britischer Segler. 2007 segelt er im Alter von 14 Jahren einhand über den Atlantik und hält damit hierfür den Weltrekord als jüngste Person, die dies tat.
2009 schloss er im Alter von 17 Jahren eine Einhand- Weltumsegelung ab, womit er zum damaligen Zeitpunkt hierfür ebenfalls einen Weltrekord innehatte. Er startete am 18. November 2008 mit seiner 50 Fuß langen Yacht TotallyMoney.com. Bei seiner Ankunft am 27. August 2009 war Michael Perham 17 Jahre und 164 Tage alt.